# Clube Desportivo Feirense (nogomet)
Clube Desportivo Feirense je portugalski nogometni klub iz grada Sante Marie da Feire na portugalskom sjeveru.
Utemeljen je 19. ožujka 1918. godine.
Sudjeluje u Primeiri od 2016./17. sezone. 

## Klupski uspjesi
U sezoni 1989/90. je bio prvoligašem, kao i u sezonama 1962./63. i 1977./78.

## Vanjske poveznice
- Službene stranice